# Conrad Ier de Wurtemberg
Pour les articles homonymes, voir Conrad Ier.
Conrad Ier (en allemand : Konrad, également nommé Konrad von Wirtinisberc ou C(u)onradus de Wirdeberch) fut seigneur de Wurtemberg de 1083 à 1110. On ignore l'année de sa naissance, comme celle de son décès. Mentionné pour la première fois en 1081, il est considéré comme le fondateur de la maison de Wurtemberg.

## Biographie

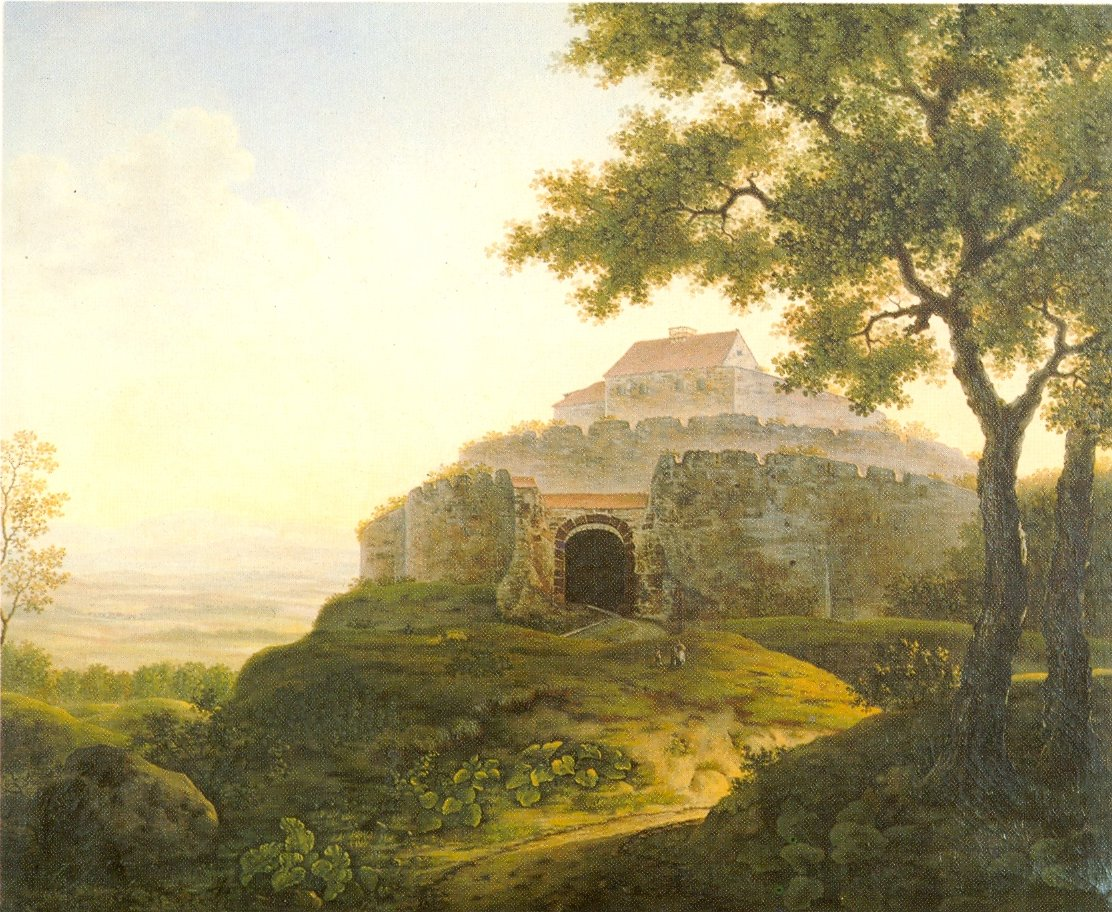
Les ruines du château de Wurtemberg avant la démolition en 1819.

Conrad était le fils d'une famille noble provenant du domaine de Beutelsbach (qui fait à présent partie de la ville de Weinstadt) dans la vallée de la Rems en Souabe, le site d'une forteresse construite au XIe siècle. La lignée descendait possiblement des ducs Conrad Ier († 1011) et Conrad II de Carinthie († 1039), issus de la dynastie franconienne. Un frère de Conrad, Bruno de Beutelsbach, fut abbé de Hirsau de 1105 à 1120.
Conrad fit construire vers l'an 1080 la forteresse de Wirtemberg, située sur une colline au-dessus du Neckar dans l'actuel quartier de Stuttgart-Untertürkheim. La chapelle castrale fut consacrée par l'évêque Adalbert II de Worms le 7 février 1083. Une fois la construction terminé, Conrad s'y installa et prit le nom du château ; la première mention figure dans un acte du 2 mai 1092 délivré à Ulm. Son nouveau nom apparaît également dans les chroniques de l'abbaye de Zwiefalten lors d'un contrat de 1089/1090.
Un allié des évêques de Worms, il prend parti contre l'empereur Henri IV durant la querelle des Investitures.

## Mariage et descendance
Il épousa Wiliburge von Achalm, fille de Rodolphe Ier d'Achalm. Ils eurent au moins un fils :
- Ulrich († 1116), seigneur de Wurtemberg.

La succession des premiers seigneurs de Wurtemberg est mal connue ; néanmoins, Conrad est la première personnalité connue de la longue lignée des souverains de Wurtemberg. Il est l'ancêtre des comtes, ducs et rois du Wurtemberg, y compris de Wilhelm de Wurtemberg, chef de la maison de Wurtemberg depuis 2022.